# Hyphoporus pugnator
Hyphoporus pugnator is een keversoort uit de familie waterroofkevers (Dytiscidae). De wetenschappelijke naam van de soort is voor het eerst geldig gepubliceerd in 1890 door Sharp.